# Nicolas Hardenpont
Nicolas Hardenpont, né et mort à Mons les 14 juin 1705 et 31 décembre 1774, est un prêtre séculier à l'église Saint-Nicolas-en-Havré et pomologue reconnu pour ses contributions dans le domaine de la culture des poires qui les font évoluer d'un fruit cassant à fondant.
Diplômé en 1726 à l'Université de Louvain où il obtient un diplôme de Maître ès Arts, c'est dans son jardin au pied du Mont Panisel qu'il pratique le semis plutôt que la greffe ou la fécondation afin de créer de nouvelles variétés de poires, dont:
- Beurré d'Hardenpont
- Beurré-Rance
- Beurré de Kent ou Beurré Lombard[2]
- Cassante
- Délices d'Hardenpont
- Fondante du Panisel
- Goulu Morceau
- Passe Colmar
- Suprasse délices

Il a inspiré d'autres botanistes, tels que Jean-Baptiste Van Mons, l'abbé Duquesne, Charles-Louis Durondeau, Alexandre Bivort, le major Pierre Joseph Esperen, François-Xavier Grégoire-Nélis ou encore Duras de Naghin.

## Ouvrages
- « 1000 Personnalités de Mons & de la région », Éditions Avant-Propos, 2015, fiche Nicolas Hardenpont, p. 442  (ISBN 978-2-930627-84-7)